# Deksman
Deksman is een functie aan boord van een binnenvaartschip. De functie is hetzelfde als die van lichtmatroos, alleen wordt de opleiding tot matroos niet gevolgd. Een deksman komt in aanmerking voor een dienstboekje indien hij 16 jaar of ouder is en in het bezit van het certificaat 'basisopleiding veiligheid deksman'. Daarnaast is een medische goedkeuring voor de binnenvaart vereist.